# Caffeina
La caffeina è un composto chimico di formula C8H10N4O2 che in condizioni normali si presenta come un solido bianco o come aghi bianchi luccicanti spesso fusi insieme, inodori e dal gusto amaro. Viene a volte citata con i suoi sinonimi: teina, guaranina e mateina, chimicamente identificabili nella stessa molecola.

## Storia
La caffeina è utilizzata da millenni. Tradizionalmente se ne fa risalire l'uso al 2737 a.C. in Cina. Studi recenti evidenziano come il consumo di tè avvenisse regolarmente durante la dinastia Han (207-9 a.C.). Prima di questa scoperta il dato più recente relativo al consumo di tè risaliva al 750 a.C.
Esistono inoltre leggende che fanno risalire l'introduzione del caffè in Etiopia o nella penisola arabica meridionale nel IX secolo per opera di un pastore che riconobbe il legame tra le bacche selvatiche di cui si cibavano le sue pecore e l'aumento dei loro livelli di energia. Il pastore decise dunque di provarle lui stesso sperimentando quella che in tempi moderni è conosciuta come uno stimolante del sistema nervoso centrale: la caffeina. In realtà il consumo di infusi di caffè in acqua bollente viene fatto risalire al 1000 a.C.
La caffeina non sarà però isolata fino al 1820, per opera degli scienziati tedeschi Runge e Von Giese, e sintetizzata completamente solo nel 1895. Nel XIV secolo si utilizzavano chicchi di caffè tostati e nel XV - XVI secolo il suo utilizzo si è diffuso sempre di più portando alla sua commercializzazione nelle coffee house in Arabia Saudita e Costantinopoli. Nel XVII secolo il consumo di caffè in Europa divenne comune estendendosi così anche alle colonie del Nord America.
Da allora tè e caffè sono diventate le principali fonti di caffeina, ma alla fine dell'Ottocento iniziarono a essere commercializzate bibite gassate contenenti caffeina (Dr. Pepper, Coca-Cola e Pepsi-Cola) che divennero molto popolari nella seconda metà del XX secolo. Sempre alla fine del XX secolo. fecero la loro comparsa sul mercato le cosiddette bevande energetiche tuttora molto popolari.
A oggi la caffeina è l'alcaloide psicoattivo più usato al mondo con una stima del consumo a livello mondiale pari a più dell'80% della popolazione e nei soli Stati Uniti all'89%. Il consumo giornaliero medio varia in base al metodo statistico utilizzato, all'anno di riferimento e alle fonti considerate, tuttavia i dati del periodo 2011-2012 indicano un consumo di circa 142 mg al giorno per adulti e bambini negli Stati Uniti.
Caffè e tè rimangono le principali fonti di caffeina, ma il contributo delle bevande energetiche sta aumentando.
La maggior parte delle autorità governative del mondo hanno determinato quali siano i livelli di assunzione giornaliera considerati sicuri senza che si presentino severi effetti collaterali negli adulti, ma ci sono lievi differenze per quanto riguarda i bambini e gli adolescenti:
- adulti: 400 mg al giorno (EFSA, FDA e Health Canada);
- bambini e adolescenti: ≤2,5 mg/kg al giorno (Health Canada) e ≤3 mg/kg al giorno (EFSA);
- donne gravide: ≤200 – 300 mg al giorno.

## Caratteristiche strutturali e fisiche
Si tratta di una molecola anfifilica che presenta frazioni lipofiliche avente massa monoisotopica pari a 194,08037557 u e un'area superficiale accessibile di 58,4 Å² ovvero  0,584 nm² . Il numero di atomi pesanti è pari a 14 e presenta tre accettori di legami a idrogeno. L'evaporazione a 20 °C è trascurabile, tuttavia una concentrazione nociva nell'aria può essere raggiunta velocemente a seguito di dispersione delle particelle.

## Abbondanza e disponibilità
Chimicamente simile alla purina, viene prodotta naturalmente da oltre 100 specie di piante native dell'Africa, dell'Asia orientale e del Sud America, tra cui la pianta del caffè, del te, del cacao, mate e nelle noci di cola. Il contenuto di caffeina nelle piante varia a seconda della specie, ad esempio:
- Coffea arabica circa l'1-2%
- Camellia sinensis circa il 2-5%
- Theabroma cacao circa lo 0,03%
- Cola acuminata circa l'1,5%
- Ilex paraguariensis circa lo 0,7%
- Paullinia cupana circa il 4%

## Reattività e caratteristiche chimiche
Può reagire violentemente con forti agenti ossidanti. La caffeina ha una struttura ad anello eterociclico, con 4 atomi di azoto legati agli atomi di carbonio con legami covalenti, singoli e doppi. La presenza di questi legami, in particolare i doppi legami, contribuisce alla delocalizzazione degli elettroni e aumenta la stabilità della molecola in condizioni normali.

### Sintesi biologica
La sintesi della caffeina è stata studiata principalmente nel tè e nel caffè dove risulta per la maggior parte simile. La via metabolica consiste in una via metabolica principale e una via metabolica che parte dalla xantossina, entrambe coinvolte nella sintesi della caffeina.

#### Via metabolica principale
Si tratta di un processo in quattro fasi che coinvolgono tre metilazioni catalizzate da tre diversi tipi di N-metiltransferasi e una reazione di sintesi di nucleosidi catalizzata dalla N-metilnucleosidasi.

#### Sintesi dalla xantossina
L'anello purinico deriva dai nucleotidi purinici e i gruppi metilici derivano dalla S-adenosil-L-metionina. Il processo di sintesi è il seguente:
{\displaystyle {\ce {C10H12N4O6+C10H13N5O5->[{SAM->SAH}]C11H15N4O6+}}}
{\displaystyle {\ce {C11H15N4O6+ ->[- ribosio] C11H15N4O6+}}}
{\displaystyle {\ce {C11H15N4O6+ ->[SAM -> SAH] C7H8N4O2}}}
{\displaystyle {\ce {C7H8N4O2 ->[SAM -> SAH] C8H10N4O2}}}
La xantossina può essere prodotta de novo seguendo le seguenti reazioni in cui i principali enzimi coinvolti sono l'AMP deaminasi, l'IMP deidrogenasi e la 5′-nucleotidasi:
{\displaystyle {\ce {C5H13O14P3 -> C10H13N4O8P -> C10H13N4O9P -> C10H12N4O6}}}
Oppure può essere sintetizzata grazie all'AMP a partire da nucleotidi di adenosina secondo le seguenti reazioni:
{\displaystyle {\ce {C10H13N5O4 -> AMP -> C10H13N4O8P -> C10H13N4O9P -> C10H12N4O6}}}
A partire dalla S-adenosil-metionina prodotta nel ciclo della S-adenosilmetionina i cui principali enzimi coinvolti sono l'adenosina nucleosidasi, l'adenina fosforibossiltransferasi, l'AMP deaminasi, l'IMP deidrogenasi e la 5′-nucleotidasi):
{\displaystyle {\ce {S-adenosilomocisteina -> adenosina -> adenina -> AMP -> IMP -> XMP -> xantossina}}}
Oppure partendo da nucleotidi guaninici coinvolgendo la guanosina deaminasi:
{\displaystyle GMP->guanosina->xantosina}

### Meccanismo d'azione
La caffeina è descritta da un modello mono-compartimentale secondo il quale segue una funzione cinetica lineare di primo ordine, anche se alcuni hanno messo in evidenza come a dose più elevate e a sistema saturo la funzione non sia più lineare. In generale si tratta di un antagonista non selettivo del recettore dell'adenosina con un IC50 pari a 44 µmol per l'A1 e 40 μmol per l'A2. Il limite per l'antagonismo iniziale tuttavia è di 10 µmol (1,94 mg/L) e potenzialmente al di sotto dei 2 μmol (0,38 mg/L).
Il sottotipo A1 è localizzato principalmente nel cervello, nel midollo spinale, occhi, ghiandole surrenali, cuore e parzialmente nei tessuti come il muscolo scheletrico e quello adiposo. Il sottotipo A2A è localizzato principalmente nella milza, nel timo, nei neuroni striatopalliodali gabaergici e parzialmente nel cuore, nei polmoni e nei vasi sanguigni. Il composto è un antagonista anche del sottotipo A2B localizzato principalmente nell'intestino cieco, nel colon, nella vescica e nella muscolatura liscia dei bronchioli, anche se in misura inferiore rispetto agli altri.
L'IC50 per la fosfodiesterasi è invece pari a 500 - 1000 μmol (97 – 194 mg/L), pertanto risulta chiaro che l'inibizione della fosfodiesterasi diventi importante solo a concentrazioni elevate quasi letali. Una situazione simile si presenta per l'acetilcolinesterasi (IC50 = 175 μmol).
La caffeina è stata inoltre collegata all'aumento dei livelli di catecolamine probabilmente per il suo antagonismo verso il recettore presinaptico dell'adenosina e possibilmente per il suo antagonismo verso il recettore A1 del midollo surrenale. L'antagonismo verso il recettore A2A è considerato responsabile degli effetti stimolanti e dopaminergici.

## Farmacologia e tossicologia

### Farmacocinetica

#### Assorbimento
La caffeina viene rapidamente e completamente assorbita (99%) dall'intestino tenue a seguito di somministrazione orale, prevalentemente sotto forma non ionizzata/lipofilica in grado di penetrare più facilmente la membrana cellulare per via dell'ambiente basico. La caffeina non subisce l'effetto di primo passaggio e generalmente raggiunge il picco della concentrazione plasmatica entro 30-120 minuti dall'assunzione.

#### Distribuzione
Il composto viene distribuito in tutto il corpo dopo essere stato assorbito dall'intestino tenue, attraversando la membrana cellulare ed entrando nella sostanza fondamentale. È in grado di penetrare la barriera emato-encefalica. Il volume di distribuzione medio è pari a 0,7 L/kg e non si accumula nei tessuti.

#### Metabolismo

##### Nei batteri
Nel mondo esistono almeno 72 specie di batteri appartenenti a 27 generi diversi che risultano coinvolti nella degradazione della caffeina, tra cui lo Pseudomonas è il più comune e meglio studiato. Negli Pseudomonas il metabolismo della caffeina coinvolge due vie metaboliche che spesso coesistono nello stesso batterio: la demetilazione N-terminale e l'ossidazione C-8.
La N-demetilazione è la via metabolica principale della caffeina nei batteri ed è stata studiata principalmente nello Pseudomonas putida CBB5. In questo microrganismo la caffeina viene portata all'interno del batterio e viene trasformato in xantina da diverse n-demetilasi. Durante il processo di trasformazione in xantina, la caffeina si lega al terminale-C della NdmA (N-demetilasi A) formando un oligomero composto da NdmA e NdmB. L'NdmA catalizza la reazione di trasformazione della caffeina in teobromina e paraxantina. La teobromina si lega a sua volta al sito attivo sul terminale-C della NdmB dell'oligomero portando alla formazione della 7-metilxantina. NdmA e NdmB sono appaiate alla NdmD che trasferisce gli elettroni dall'NADH al NdmA con NdmB. Infine la 7-metilxantina viene trasformata in xantina dal complesso proteico della NdmE. Lungo tutto il processo una molecola di NADH e una di O2 vengono consumate generando formaldeide.
L'ossidazione C-8 è presente nella maggior parte dei ceppi di Klebsiella, Rhodococcus, Pseudomonas, e Alcaligenes. Il processo è stato studiato nei dettagli nello Pseudomonas CBB1. La prima fase del processo è stata scoperta nel 1998 e porta all'idrolisi della caffeina nell'acido 1,3,7-trimetilurico (TMU) catalizzata dalla caffeina deidrongenasi (Cdh). La seconda fase del processo venne scoperta invece nel 2012 e consiste nell'idrolisi del TMU in 1,3,7-trimetil-5-idrossiisourato (TMU-HIU) catalizzata dalla monoossigenasi dell'acido trimetilurico NADH-dipendente (TmuM). Il TMU-HIU viene quindi spontaneamente convertito in 3,6,8-trimetilallantoina racemica (TMA) passando attraverso la 3,6,8-trimetil-2-oxo-4-idrossi-4-carbossi-5-ureidoimidazolina (TM-OHCU) o genera il TM-OHCU mediante catalizzazione da parte della TM-HIU idrolasi che viene a sua volta trasformato in S-(+)-TMA grazie alla TM-OHCU decarboxssilasi.

##### Nei funghi
Nonostante ci siano pochi studi in merito alla degradazione della caffeina da parte dei funghi, sono state isolate e identificate diversi generi in grado di degradare il composto, tra cui: Aspergillus, Rhizopus, Penicillium, Fusarium, Chrysosporium e Gliocladium. Diversamente da quanto avviene nei batteri, la principale via metabolica della caffeina nei funghi prevede la trasformazione della caffeina in teofillina seguita dalla trasformazione in 3-metilxantina e infine la degradazione in xantina.

##### Nell'uomo
La caffeina viene metabolizzata dal citocromo P450 (CYP1A2) del fegato in 1,7-dimetilxantina (80%), composto a sua volta farmacologicamente attivo con tossicità potenzialmente inferiore alla caffeina. Il CYP1A2 è anche responsabile della successive trasformazione della dimetilxantina in 3,7-dimetilxantine (teobromina) e 1,3-dimetilxantina (teofillina), entrambe farmacologicamente attive. La teobromina rappresenta l'11% e la teofillina il 5% dei metaboliti della caffeina. Teobromina e teofillina possono essere ulteriormente sottoposte a metilazione per opera del CYP1A2, acetilazione da parte della N-acetiltransferasi 2 o ossidazione via xantina ossidasi o CYP3A4 per ottenere i principali metaboliti della caffeina, tra cui:
- acido 1-metilurico
- 5-acetilammino-6-formilammino-3-metiluracile
- 1-metilxantina
- acido 1,7-dimetilurico
- 1,7-dimetilxantina (paraxantina)

In linea generale sono stati identificati 25 metaboliti della caffeina dimostrando la complessità del metabolismo di questo composto negli esseri umani, infatti solo il 5% della caffeina viene escreta senza essere metabolizzata. Importante da notare il coinvolgimento di altri citocromi (CYP3A4/3A5 e CYP2D6) ad alte concentrazioni.
L'attività del CYP1A2 negli esseri umani varia molto a seconda dell'individuo principalmente sulla base di fattori genetici ma anche di fattori ambientali. Il caffè aumenta infatti l'attività del CYP1A2 anche se in maniera non consistente.

#### Eliminazione
La caffeina e i suoi metaboliti vengono eliminati dal plasma via clearance CYP1A2 mediata ed escreti attraverso le urine (85 - 88%) e le feci (2 - 5%). La clearance e l'emivita del composto presentano significative variazioni tra gli individui: la clearance media è di circa 1 - 3 mL/kg/min, ma il coefficiente di variazione è di circa il 36%. A complicare ulteriormente la situazione, la clearance può ridursi sostanzialmente all'aumentare della dose.
Similmente l'emivita della caffeina si aggira mediamente intorno alle 3 - 6 ore, ma in realtà può passare dalle 2,3 alle 9,9 ore in base all'individuo. Le variabili che influenzano la clearance sono le stesse che influenzano l'emivita.

### Effetto del composto e usi clinici
Studi dimostrano che l'assunzione di quantità moderate di caffeina allevia il senso di fatica, migliora l'attenzione, promuove la diuresi, migliora la memoria, aumenta gli effetti antitumorali, riduce la pressione sanguigna, riduce il rischio di sviluppare il diabete di tipo 2,, ritarda l'invecchiamento, promuove la microcircolazione nella pelle, previene l'accumulazione dei grassi ed è un antiossidante.
Gli effetti della caffeina dipendono fondamentalmente dalla quantità assunta e variano notevolmente da persona a persona. Ad esempio una dose di 250 mg è collegata a un aumento dell'eccitazione sessuale, dell'attenzione, della concentrazione, dell'euforia, della calma e dell'amabilità. Dosi di 500 mg portano a un aumento della tensione, nervosismo, ansia, agitazione, irritabilità, nausea, parestesia, tremori, sudorazione, palpitazioni, irrequietezza e possibilmente vertigini. Dosi elevate sub-letali (∼7–10 mg/kg) in adulti sani possono causare anche sintomi come brividi, rossore, nausea, cefalea, palpitazioni e tremori, benché siano comunque molto variabili in base all'individuo. In campo medico il composto viene utilizzato come stimolante e adiuvante. La caffeina è stata inoltre identificata come possibile biomarker per la rilevazione di malattie, specialmente la malattia di Parkinson.

### Tossicologia
Benché si pensi che la caffeina sia sicura in quantità moderate (≤ 400 mg al giorno) in adulti in salute non è un composto innocuo e può causare tossicità significativa e a volte anche la morte per infarto del miocardio o aritmia qualora sia consumata in quantità sufficienti. In soggetti particolarmente sensibili tali quantità possono essere anche inferiori. La caffeina può causare sia tossicità acuta sia cronica. Nel secondo caso gli effetti più comuni sono: ipocaliemia, anoressia, nausea, vomito, palpitazioni, epilessia, disaritmia e tutta una serie di sintomi denominata "caffeinismo" indistinguibili dall'ansia cronica e sono generalmente collegati all'assunzione di 1-1,5 g al giorno di caffeina.

#### Tossicocinetica
In generale gli effetti tossici del composto compaiono a concentrazioni superiori a 15 mg/L, con una concentrazione di 50 mg/L considerata tossica e ≥80 mg/L letale. Sono però stati documentati casi di pazienti in cui le concentrazioni considerate tossica e letale risultano inferiori. Ad esempio individui affetti da malattie cardiovascolari preesistenti hanno dimostrato di essere suscettibili a una dose letale inferiore a 50 mg/L.
Alcuni degli effetti collaterali più comuni (es. ipertensione-ipotensione e tachicardia-bradicardia) possono essere collegati a risposte fisiologiche divergenti a diversi livelli di esposizione.
L'ipertensione può essere causata da un aumento di livelli di catecolamine via antagonista del recettore A1 per l'adenosina e verosimilmente il blocco del recettore A1 dell'adenosina nella midollare del surrene, ovvero all'inibizione degli effetti vasodilatatori dell'adenosina via antagonista del recettore A2 dell'adenosina che si può presentare in casi dove i livelli di caffeina nel siero sono nell'intervallo terapeutico.
Al contrario l'ipotensione può presentarsi a causa dell'inibizione della fosfodiesterasi nei casi di overdose/avvelenamento dove vengono raggiunte concentrazioni tossiche molto più elevate.
Similmente la bradicardia può essere una conseguenza dell'aumento della pressione sanguigna nell'intervallo terapeutico.
La tachicardia viene riportata uniformemente nei casi d'intossicazione e in presenza di dosi elevate di caffeina (>10 mg/kg). Ciò è probabilmente dovuto all'agonista adrenergico β1 attraverso l'aumento delle catecolamine che risulta nell'aumento dei livelli di adenosina monofosfato ciclica (cAMP) attraverso l'attivazione dell'adenilil ciclasi e si pensa sia ulteriormente amplificata dall'inibizione dell'enzima fosfodiesterasi responsabile per la degradazione del cAMP.
Tuttavia l'adenosina esibisce un effetto anti-adrenergico inibendo l'attività dell'adenilil ciclasi riducendo l'accumulo intracellulare di cAMP e inibendo la successiva trasmissione del segnale.
I casi di aritmia, la fibrillazione ventricolare viene determinata come causa di morte, mentre i principali meccanismi collegati includono l'aumento delle catecolamine, l'inibizione della fosfodiesterasi, l'aumento dei livelli intracellulari di calcio e l'antagonismo con i recettori adenosinici antiaritmici.
Nei casi di infarto miocardico la causa proposta è il vasospasmo delle arterie coronariche dovuto all'antagonismo all'adenosina e al rilascio di catecolamine che aumenta la contrazione della muscolatura liscia causando vasocostrizione.

### Controindicazioni ed effetti collaterali
Sintomi clinici dell'intossicazione da caffeina includono:
- sintomi cardiovascolari: ipertensione, ipotensione, tachicardia, bradicardia, blocco atrioventricolare, tachicardia sopraventricolare (SVT), tachicardia ventricolare o fibrillazione ventricolare, ischemia miocardica, infarto miocardico e arresto cardiaco;
- sintomi gastrointestinali: nausea, vomito, vomito ricorrente, dolore addominale, diarrea;
- sintomi psicologici e neurologici: delusione, allucinazioni, ansia, agitazione, eccitazione, insonnia, epilessia, cefalea, edema cerebrale, coma;
- sintomi metabolici: ipokalemia, iponatremia, ipocalcemia, acidosi metabolica, alcalosi respiratoria, iperglicemia, febbre;
- sintomi muscoloscheletrici: debolezza, rigidità, tremori, rabdomiolisi;
- sintomi polmonari: iperventilazione, insufficienza respiratoria;
- acufene;
- vertigini;
- diuresi;
- morte.

Sono stati riportati anche casi di insufficienza renale e danno epatico dovuto a rabdomiolisi.
Uno dei pochi casi documentati di avvelenamento da caffeina è quello di una donna di 37 anni che ha provato a uccidersi ingerendo 27 g di caffeina (l'equivalente di circa 350 tazze di caffè espresso), andando incontro a ipotensione, convulsioni, aritmie e a diversi episodi di arresto cardiaco.

### Trattamento
L'intossicazione da caffeina viene trattata mediante terapie di supporto anche se alcune tecniche per la decontaminazione (es. carbone attivo) e l'aumento della escrezione (es. intralipid) si sono rivelate efficaci. L'approccio terapeutico dipende fondamentalmente dai sintomi, le condizioni fisiche e le circostanze in cui al sostanza è stata assorbita, Ad esempio una leggera overdose di 1 g con effetti collaterali leggeri può essere semplicemente monitorata e magari possono essere somministrare benzodiazepine, mentre in caso di overdose massiccia possono essere richiesti interventi massivi. L'emodialisi si è dimostrata efficace per ridurre i livelli della caffeina nel plasma diminuendo la morbidità nei casi di intossicazione

### Interazioni
Se viene assunta insieme al cibo e/o alcune bevande il suo assorbimento può risultare rallentato a causa del ritardo nello svuotamento gastrico. L'assunzione di alcol, nicotina e droghe insieme a età, sesso e variabili genetiche non sembrano influire sull'assorbimento del composto.

## Applicazioni
La caffeina viene normalmente aggiunta a una serie di alimenti come pasticceria cotta al forno, gelati, dolci e bevande a base di cola. È presente nelle cosiddette bevande energetiche insieme ad altri ingredienti come la taurina e il glucuronolattone. È presente in associazione alla sinefrina in alcuni integratori alimentari venduti come prodotti dimagranti e miglioratori delle prestazioni sportive. Anche alcuni farmaci e cosmetici contengono caffeina.
Il processo di estrazione della caffeina produce inoltre diversi composti utili come polifenoli, fibre, pigmenti, proteine e polisaccaridi. La buccia e la polpa di caffè possono essere utilizzati come mangimi per gli animali da reddito e fornire un substrato per la preparazione della N-demetilasi, mentre il caffè macinato può essere utilizzato per la coltivazione di funghi eduli come il Pleurotus ostreatus e la Flammulina velutipes.

## Impatto ambientale
Non sono stati effettuati studi adeguati sugli impatti ambientali del composto. Tuttavia la coltivazione di tè e caffè producono milioni di tonnellate di rifiuti agricoli e industriali all'anno, pertanto la comunità scientifica e il pubblico sono preoccupati per l'impatto del composto e la sua biodegradazione portandola a essere riconosciuta come inquinante
Il composto ha effetti negativi sugli organismi acquatici incluso stress ossidativo, ossidazione lipidica, neurotossicità, riserva energetica e disordini metabolici, causando al contempo effetti sulla loro riproduzione e sul loro sviluppo, portando in alcuni casi anche alla morte.
I metodi tradizionali tuttora in uso a livello globale per l'eliminazione della caffeina riguardano l'estrazione dall'acqua, l'adsorbimento, l'estrazione con CO2 supercritica, l'estrazione assistita da microonde, l'estrazione assistita da ultrasuoni e il processo a membrana. Questi metodi sono però spesso molto costosi, tossici o aspecifici.
Esistono però metodi per la biodegradazione della caffeina (microbici ed enzimatici) che risultano sicuri e sostenibili. Tuttavia vengono usati raramente poiché gli enzimi necessari per la degradazione sono instabili nell'ambiente e i costi per la loro produzione risultano moto elevati.

## Funzione ecologica
La caffeina ha due principali funzioni ecologiche: l'allelopatia e la difesa chimica.

### Allelopatia
Fa riferimento all'effetto della caffeina sulle piante e i semi circostanti. È bene notare che anche l'humus può rilasciare caffeina nell'ambiente circostante. Uno studio dimostra che le piante mature di caffè producono circa 150–200 g (peso secco)/m2/anno di humus che rilascia circa 1–2 g caffeina/m2/anno nel suolo. Il ruolo della caffeina nell'allelopatia rimane tuttavia ancora poco chiaro dato che il suolo contiene microrganismi in grado di degradare il composto, inoltre l'attività antimicrobica della caffeina può ridurne il catabolismo prolungandone il tempo di ritenzione e aumentandone l'accumulo. Inoltre concentrazioni di caffeina >5 mM possono avere effetti tossici sulla pianta stessa e la germinazione dei semi. Quando questa supera i 10 mM può inibire completamente la crescita radicale.

### Difesa chimica
La caffeina contenuta nelle foglie giovani, nella frutta e nei boccioli agisce come difesa chimica della pianta prevenendo i danni causati da microrganismi patogeni ed erbivori. Uno studio in vitro basato sul trasferimento del gene responsabile per la sintesi della caffeina nella pianta del tabacco, ha dimostrato che le piante così ottenute hanno una migliore resistenza ai parassiti e alle malattie. È stato inoltre dimostrato che basse concentrazioni di caffeina (1-2%) possono essere usate come repellenti per insetti, uccidendo chiocciole e lumache senza danneggiare la pianta. La caffeina può uccidere i microrganismi patogeni nocivi favorendo la crescita dei loro nemici naturali.